# 加错
加错（藏語：མཚོ་སྐྱ，威利转写：mtsho skya，THL：Tso Kya）位于中国西藏自治区那曲市安多县境内，地处安多县南部，错那湖西侧。湖面海拔4588米，面积20平方公里。湖形呈长茄状，为东北至西南走向。湖水主要靠地表径流补给。湖岸为优良牧场。